# Grasburg (Rottleberode)

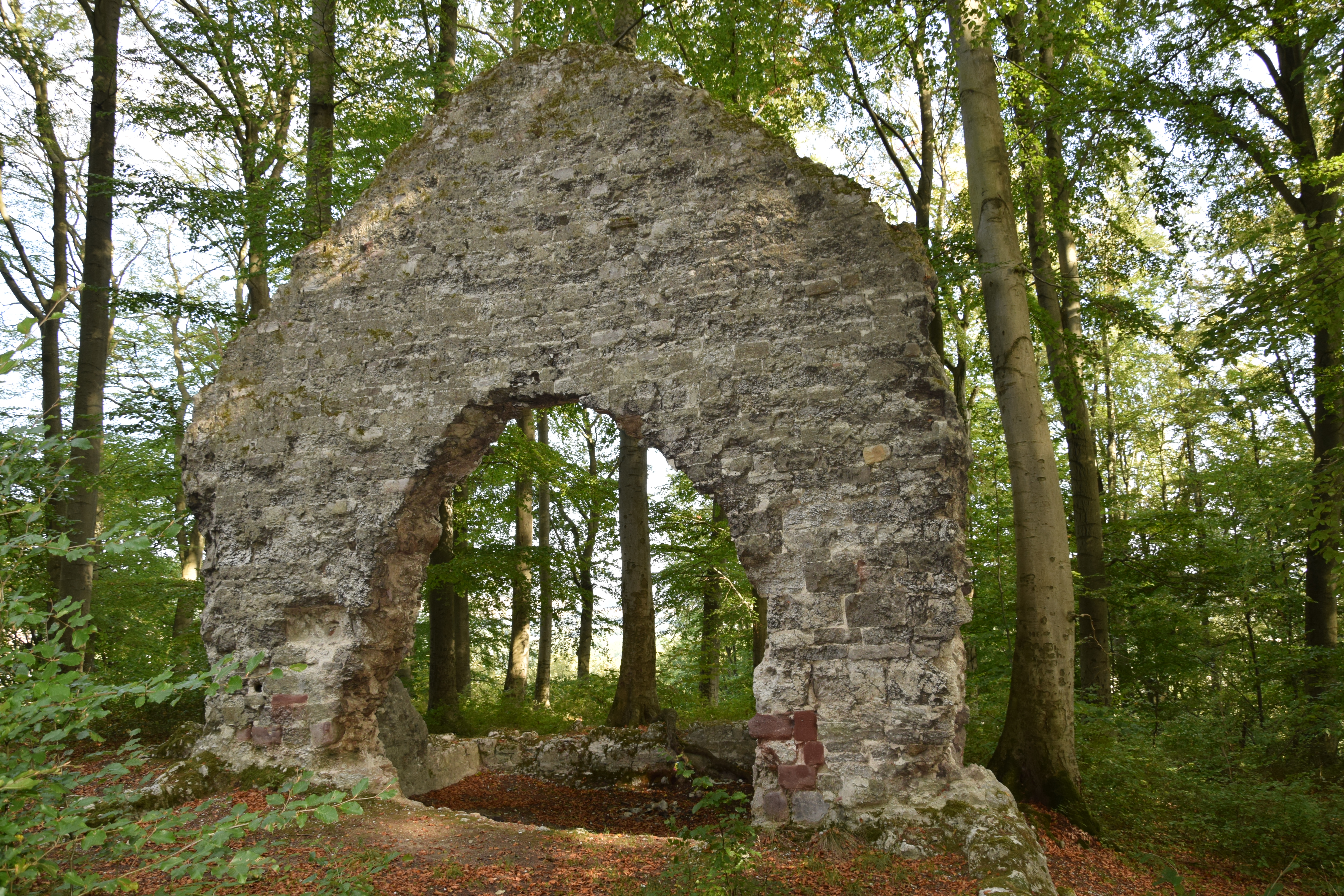
Ruinen av vallfartskapellet

Grasburg (Rottleberode) är ett förhistoriskt tillflyktsslott i form av en kulle med en vall och ett vallgravssystem, nära Rottleberode i distriktet Mansfeld-Südharz i det tyska förbundslandet Sachsen-Anhalt.

## Historia
Grasburg ligger i det skogsområde som kallas Alter Stolberg mellan Stempeda och Rottleberode i södra Harz och är enligt legenden familjesäte för grevarna i Stolberg. Det finns olika teorier om härkomst till grevarna i Stolberg, varav ingen har kunnat bekräftas.
På 1200-talet byggdes ett pilgrimsfärdskapell på slottsområdet, där en årlig mässa firades fram till 1400-talet. En sådan mässa firades på Stefansdagen (3 augusti), till exempel 1497 på Crassburg. Därefter förföll kapellet till en ruin, även om flera delar av det har klarat sig. En gavelvägg med trasig koröppning och delar av kor- och långhusväggarna har bevarats. Ett välvt fönster syns i korets södra vägg.